# Suburban Studs
Suburban Studs est un groupe de punk rock anglais, formé à Birmingham en 1976.

## Historique

### Première formation (1976-1982)
La renommée de Suburban Studs résulte de leur programme de concerts très chargé. Ils ont joué au 100 Club en 1976 en première partie des Sex Pistols et de The Clash, et ont été en tête d'affiche de The Clash à Birmingham la même année. Le groupe signe chez Pogo Records, un label indépendant qui avait un accord de distribution avec WEA. Leur seul album, Slam, est sorti en 1977. Il a été réédité par Anagram Records avec des morceaux supplémentaires. Ils ont sorti deux singles, "Questions" / "No Faith", sorti en 1977 et "I Hate School" / "Young Power", en 1978. Aucun de leurs albums ne rencontre le succès.
Ils sont également apparus sur la double compilation du Hope & Anchor Front Row Festival (mars 1978).
Le groupe a également fait une tournée avec AC/DC et Judas Priest, a joué une Peel Session et est apparu dans une émission spéciale punk d'ATV.

### Dissolution et projets parallèles
Leur ancien saxophoniste Steve Heart a ensuite formé les Neon Hearts, qui allaient devenir populaires dans les Midlands.
Le groupe a continué pendant encore 18 mois sous le nom de "The Studs" avec le nouveau leader et chanteur Steve "Bertie" Burton ("Starfighters", The E Numbers, Final Drive de Vincent Flatts). Eddie Zipps a continué à écrire les chansons et à jouer de la guitare dans le groupe.

### Reformation (1996)
Le groupe s'est reformé pendant une courte période en 1996, avec Eddie au chant et Keith Owen à la guitare, ils ont été rejoints par le bassiste Roger Wilson (Little Sister, Even Bigger) et le batteur Dave Fell.
Ils se sont produits lors du concert Holidays in the Sun à Blackpool en 1996 et figurent sur le CD et le DVD du festival de trois jours. Ils se sont séparés peu de temps après ce concert.

## Membres du groupe
- Chant, guitare - Eddy Zipps
- Guitare - Keith Owen
- Basse - Paul Morton
- Batterie - Steve Poole
- Saxophone - Steve Heart (dans les débuts du groupe)

Composition du groupe réformé en 1996 pour le festival punk de 3 jours Holidays in the sun à Blackpool :
- Chant - guitare - Eddie Hunt (Eddie Zipps)
- Guitare - Keith Owen
- Guitare basse - Roger Wilson
- Batterie - Dave Fell